# Observatorium Baldone
Das Baldone Observatorium (lettisch Baldones observatorija) wird von der Universität Lettlands in Kaunas betrieben. Es befindet sich in der Kleinstadt Baldone ca. 20 km südöstlich der lettischen Hauptstadt Riga. Erster Direktor des Observatoriums war Janis Ikaunieks.

## Geschichte
Die Ursprünge des Baldone Observatoriums liegen in der Ausgliederung des Astronomiebereichs des Instituts für Physik der Universität Kaunas zur Gründung des Labors für Astrophysik der Lettischen Akademie der Wissenschaften im Jahre 1958. 1967 wurde dieses Labor für Astrophysik in das Astrophysikalische Labor der Lettischen Akademie der Wissenschaften umgewandelt, erster Direktor wurde Janis Ikaubieks, der bereits im Jahr zuvor für die Installation eines 1,2-m-Schmidt-Teleskops verantwortlich war, der Bau eines Radiointerferometers mit variabler Basis wurde nach seinem Tod nicht weiterverfolgt. Sein Plan, Spektraluntersuchungen von Kohlenstoffsternen mit optischen Beobachtungen zu kombinieren, konnte jedoch 1972 fortgeführt werden, als ein 10-Meter-Radioteleskop des Typs RT-10 installiert wurde. Mit der Gründung des Instituts für Astronomie an der Universität Lettlands 1997 richtete sich die beobachtenden Astronomie verstärkt auf das Forschungsgebiet der Kleinobjekte im Sonnensystem. Die Radioastronomie musste mangels finanzieller Mittel aufgegeben werden.
Das Baldone Observatorium leistet trotzdem immer noch einen bedeutenden wissenschaftlichen Beitrag zur Astronomie, so wurde 2019 die Digitalisierung der 22.000 Aufnahmen des Schmidt-Teleskops abgeschlossen. Nach der digitalen Bildbearbeitung werden die Helligkeit und die Koordinaten von 330 Millionen stellaren Objekten in einer Datenbank zur Verfügung stehen, diese Datenbank wird Angaben zur Bewegung von Sternen, deren kurz- und langfristige Helligkeitsveränderungen sowie Details zu bekannten und unbekannten Kometen und Asteroiden enthalten. Seit 2008 nimmt das Observatorium an der Beobachtung von Asteroiden in unserem Sonnensystem teil, seither wurden 77 neue Asteroiden entdeckt, von denen 11 benannt wurden. Auch die Forschung an den Kohlenstoffsternen wird weiterhin erfolgreich fortgeführt, bisher konnten 400 Kohlenstoffsterne entdeckt werden.

## Forschungsschwerpunkte
Für diesen Forschungsbereich „Asteroiden und Kometen“ wird in der Regel das optische 1,4-Meter-Teleskop verwendet. Zweiter Schwerpunkt ist die „Entdeckung und Beobachtung von Extrasolaren Planeten“, hier arbeitet das Observatorium mit mehreren internationalen Programmen zusammen an der Entdeckung und der Beobachtung von Planeten außerhalb unseres Sonnensystems und deren Eigenschaften wie ihre allgemeine Entwicklung, aber auch ihre Atmosphäre und Magnetfelder werden erforscht. Ein weiterer Schwerpunkt ist die „Stellare Astrophysik“. In diesem Bereich werden die Eigenschaften und das Verhalten von Galaxien und anderen großen Strukturen im Universum erforscht. Ebenfalls ein wichtiger Forschungsbereich ist die „Sonnenbeobachtung“. Dabei werden ihre Eigenschaften wie die Sonnenflecken, Sonneneruptionen und Koronoausbrüche erforscht.

## Internationale Zusammenarbeit
Das Observatorium ist international in mehrere Programme eingebunden, die beiden wichtigsten sind das Asteroid Terrestrial-Impact Last Alert System (ATLAS) und das Optical Gravitational Lensing Experiment (OGLE)
Der ATLAS-Projekt dient der Entdeckung von Asteroiden die auf der Erde einschlagen. Dabei ist das Baldone Observatorium nicht mit seinen Teleskopen beteiligt, es unterstützt aber die Auswertung der Daten wie von den beiden ATLAS-Teleskopen des ATLAS-HKO des Mauna Loa Observatoriums und des ATLAS-MKO des Halakalea Observatoriums der Universität von Hawaii
Das OGLE-Projekt dient der Entdeckung von Extrasolaren Planeten und Braunen Zwergen durch den Gravitationslinseneffekt, anders als beim ATLAS-Projekt ist das Baldone Oberservatorium auch mit seinen Instrumenten an dem Projekt beteiligt, hier nutzt das OGLE-Projekt die CCD-Kameras des Observatoriums.

## Baldone Minor Planets Center
Das Baldone Minor Planets Center (BMPC) ist Mitglied im Minor Planet Center (MPC) der Internationalen Astronomischen Union. Dem Baldone Minor Planet Center wurde der Observatory Code 088 zugewiesen. Das BMPC ist gegenüber dem MPC der AU verantwortlich für das Sammeln, Verarbeiten und Weiterleitung von Beobachtungen von Asteroiden und Kometen, die nicht nur durch das Baldone Observatorium, sondern auch von anderen Astronomen in Lettland gemacht werden. Das BMPC leistet dadurch wichtige Beiträge zur Verfolgung erdnaher Objekte, wie potentiell gefährlichen Asteroiden, aber auch bei der Entdeckung von neuen Objekten im Sonnensystem. Die gesammelten Daten helfen die Dynamik und die Verteilung von Asteroiden und Kometen besser zu verstehen und potentielle Asteroideneinschläge besser vorherzusagen.